# Città del Mozambico

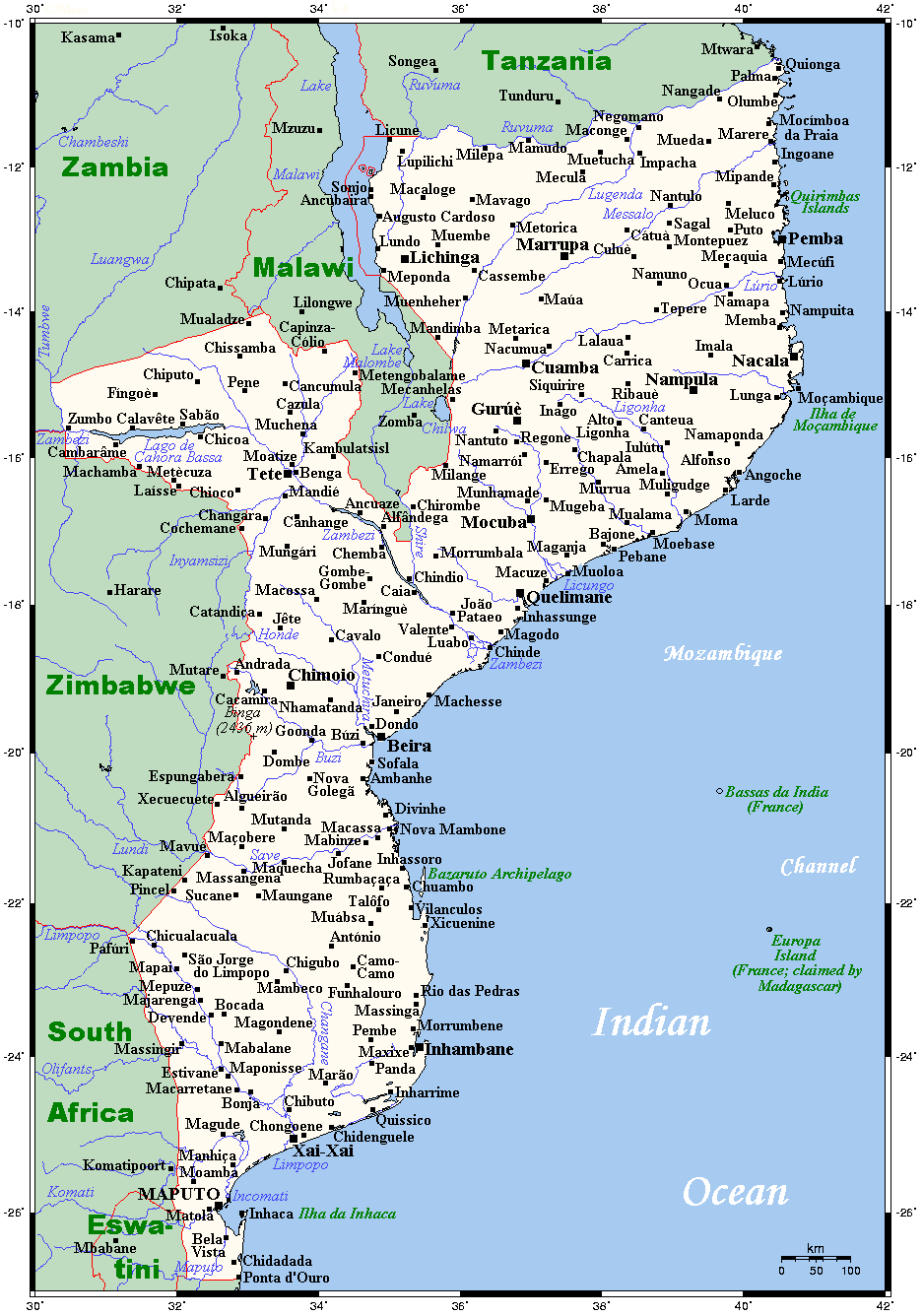
Mappa del Mozambico

Lista di città del Mozambico.
- Angoche
- Beira
- Bilene
- Catandica
- Chibuto
- Chicualacuala
- Chimoio
- Chinde
- Chókwè
- Cuamba
- Dondo
- Gurué
- Inhambane
- Lichinga
- Manica
- Maputo (Capitale)
- Marracuene
- Matola
- Maxixe
- Moatize
- Moçambique
- Mocímboa da Praia
- Mocuba
- Montepuez
- Mueda
- Naamcha
- Nacala
- Nampula
- Palma
- Pemba
- Ponta d'Ouro
- Quelimane
- Tete
- Vilankulo
- Xai-Xai
- Zavala